# Simultane verdeling
In de kansrekening is een simultane verdeling, gezamenlijke verdeling of multivariate verdeling de kansverdeling van meer dan een stochastische variabele. De simultane verdeling van een aantal stochastische variabelen bepaalt de kansen op gebeurtenissen die betrekking hebben op meer dan een van de variabelen. Zo bepaalt de simultane verdeling van de twee stochastische variabelen {\displaystyle X} en {\displaystyle Y} bijvoorbeeld de kans op de gebeurtenis dat {\displaystyle X} groter is dan {\displaystyle Y}.
Wanneer de verschillende stochastische variabelen allemaal dezelfde kansverdeling hebben worden zij gelijkverdeeld genoemd.

## Discrete simultane verdeling
Een discrete simultane verdeling wordt bepaald door de simultane kansfunctie van discrete stochasten. Dat is een niet-negatieve functie
{\displaystyle p(x_{1},x_{2},\ldots ,x_{n})=P(X_{1}=x_{1},X_{2}=x_{2},\ldots ,X_{n}=x_{n})}
waarvoor geldt 
{\displaystyle \sum _{x_{1},\ldots ,x_{n}}p(x_{1},x_{2},\ldots ,x_{n})=1},
waarbij wordt gesommeerd over alle mogelijke waarden van {\displaystyle x_{1},x_{2},\ldots ,x_{n}}.
Voor de discrete simultane verdelingsfunctie {\displaystyle F(x_{1},x_{2},\ldots ,x_{n})} geldt:
{\displaystyle F(x_{1},x_{2},\ldots ,x_{n})=P(X_{1}\leq x_{1},X_{2}\leq x_{2},\ldots ,X_{n}\leq x_{n})=\sum _{u_{1}\leq x_{1},\ldots ,u_{n}\leq x_{n}}f(u_{1},u_{2},\ldots ,u_{n})}
De multinomiale verdeling is een discrete simultane verdeling.

## Continue simultane verdeling
Een continue simultane verdeling wordt bepaald door de simultane kansdichtheid van continue stochasten. Dat is een niet-negatieve, stuksgewijs continue functie
{\displaystyle f(x_{1},x_{2},\ldots ,x_{n})}
waarvoor geldt:
{\displaystyle \int _{-\infty }^{\infty }\int _{-\infty }^{\infty }\ldots \int _{-\infty }^{\infty }f(x_{1},x_{2},\ldots ,x_{n})\ {\rm {d}}x_{n}\ldots {\rm {d}}x_{2}{\rm {d}}x_{1}=1}
Voor de continue simultane verdelingsfunctie {\displaystyle F(x_{1},x_{2},\ldots ,x_{n})} geldt:
{\displaystyle F(x_{1},x_{2},\ldots ,x_{n})=\int _{-\infty }^{x_{1}}\int _{-\infty }^{x_{2}}\ldots \int _{-\infty }^{x_{n}}f(u_{1},u_{2},\ldots ,u_{n})\ {\rm {d}}u_{n}\ldots {\rm {d}}u_{2}{\rm {d}}u_{1}}
De bivariate normale verdeling en de multivariate normale verdeling zijn continue simultane verdelingen.

## Marginale verdeling
Met de simultane verdeling van een aantal stochastische variabelen is ook de verdeling van ieder van de variabelen afzonderlijk bepaald. Omdat een dergelijke verdeling in het discrete geval in de marge van de tabel met kansen verschijnt, wordt deze verdeling in dit verband wel als marginale verdeling aangeduid.
Men verkrijgt de marginale verdeling in het discrete geval door te sommeren. Zo is de marginale kansfunctie van de discrete stochastische variabele {\displaystyle X_{1}}:
{\displaystyle p_{X_{1}}(x_{1})=\sum _{x_{2},\ldots ,x_{n}}p(x_{1},x_{2},\ldots ,x_{n})}
De marginale verdeling in het continue geval ontstaat door te integreren. De marginale kansdichtheid van de continue stochastische variabele {\displaystyle X_{1}} is
{\displaystyle f_{X_{1}}(x_{1})=\int _{-\infty }^{\infty }\ldots \int _{-\infty }^{\infty }f(x_{1},x_{2},\ldots ,x_{n})\ {\rm {d}}x_{n}\ldots {\rm {d}}x_{2}}